# Heteropoda lunula
Heteropoda lunula este o specie de păianjeni din genul Heteropoda, familia Sparassidae. A fost descrisă pentru prima dată de Doleschall, 1857. Conform Catalogue of Life specia Heteropoda lunula nu are subspecii cunoscute.